# Vízipipacs
A vízipipacs (Hydrocleys nymphoides) a hídőrvirágúak rendjében a névadó hídőrfélék (Alismataceae) családjába sorolt tündértutaj (Hydrocleys) nemzetség Európában legismertebb faja.

## Származása, elterjedése
Dél-Amerikából származik, de mára sokfelé meghonosították.

## Megjelenése, felépítése
A víz felszínén úszó indákkal terjed. Járulékos gyökerei bárhol kifejlődhetnek a vízben úszó hajtások csomóin. Nyélen ülő, bőrszerű, tojásdad, kb. 8 cm hosszú levelei sötétzöldek. Csésze alakú, 4–5 cm-es sárga virágai a vízfelszín fölé emelkedve nyílnak. Termése tüsző.

## Életmódja, élőhelye
Mocsarak, lápok, folyók és egyéb vízi élőhelyek lakója. A 10–30 cm mély állóvizeket kedveli.
Nyáron nyílik.  Gazdagon virágzik, de az egyes virágok csak egyetlen napig élnek.
Fényigényes, fagyérzékeny — világos, legalább 12 °C-os helyiségben teleltessük.
Vegetatívan erősen burjánzik. A sarjhajtások leválasztásával szaporítható.

## Felhasználása
Főleg tavi dísznövénynek telepítik, de akváriumba is. Emellett homeopátiás készítményeket is állítanak elő belőle.